# Cosmetodes
Cosmetodes là một chi bướm đêm thuộc họ Geometridae.